# 濟明火山
濟明火山（俄语：Вулкан Зимина）是俄羅斯的火山，位於克柳切夫火山以南約25公里的堪察加半島中部，海拔高度3,081米，火山有兩個山峰，最近一次火山噴發在約149年前發生。